# Renault R312
Il Renault R312 è un autobus francese prodotto dal 1987 al 1996.

## Progetto

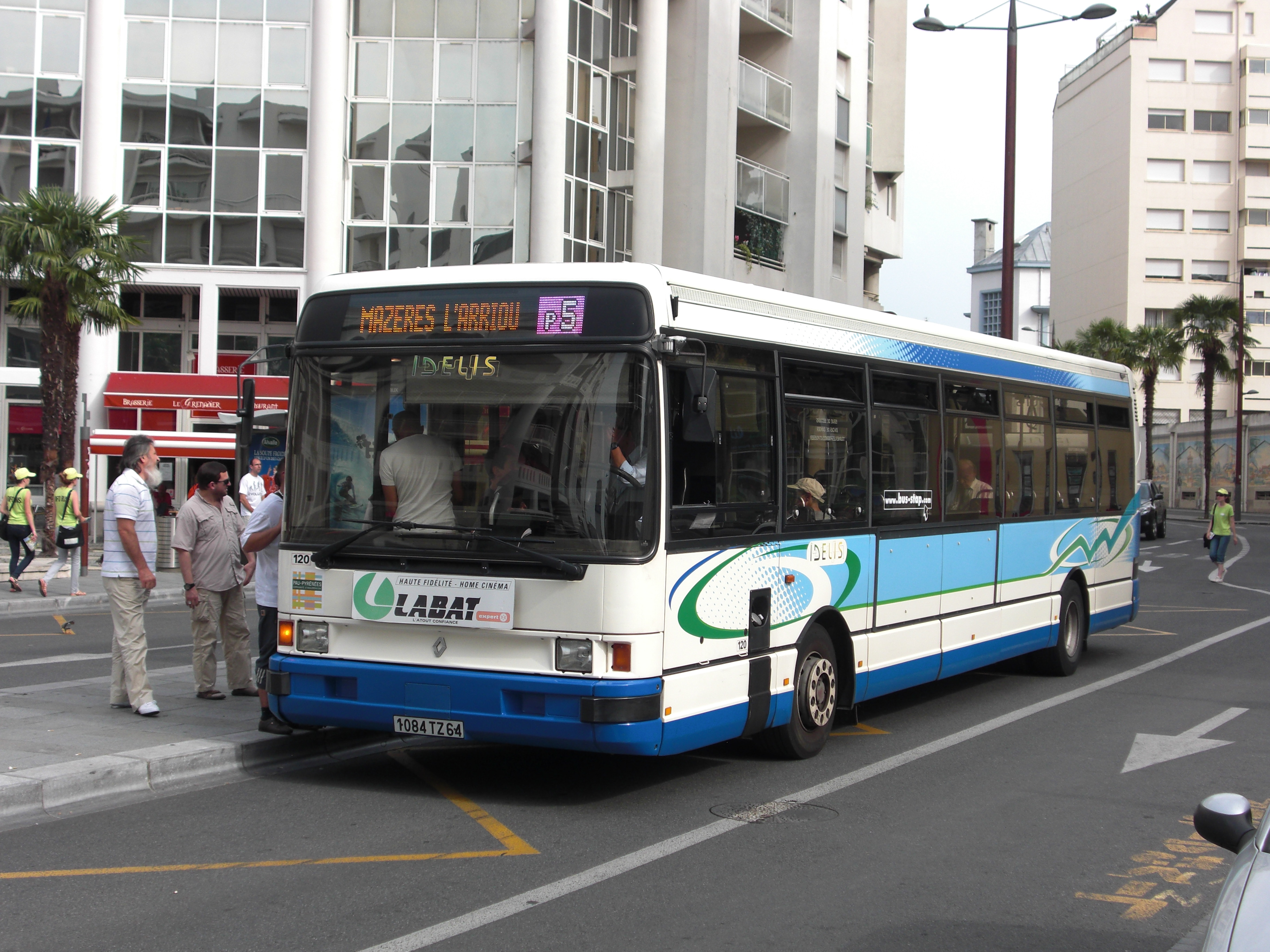
Renault R312 a Pau

L'R312 nasce alla fine degli anni '70, in seguito alle direttive emanate dall'UTP (Unione dei Trasporti Pubblici) per la realizzazione di un nuovo tipo di autobus, che potesse risultare economico per le aziende e pratico per i passeggeri. Nel 1981 vennero realizzati nove prototipi, destinati alle aziende di Parigi, Tolosa, Marsiglia, Strasburgo, Angouleme e Le Havre; la presentazione avvenne a Parigi il 21 ottobre 1985. La produzione in serie venne avviata nel 1987, con il primo esemplare di serie circolante sulla rete urbana di Caen.
Nato per sostituire l'obsoleto Renault SC10 (di derivazione Saviem), fu il primo autobus urbano francese a presentare il pianale semiribassato, avendo ancora un gradino in corrispondenza di ogni porta.

## Tecnica
L'R312 è equipaggiato con il noto motore MIDR 06.20.45 F/L sovralimentato da 9.834 cm3, erogante 206 o 253 cavalli; con il tempo questo motore venne declinato in versione Euro 1 ed Euro 2. La trasmissione è automatica, di tipo ZF 4HP500 a 4 marce o Voith 851.2 a 3 marce.
Come già accennato, fu uno dei primi mezzi europei a prevedere il pianale semiribassato; fu prodotto nella sola taglia da 12 metri, con due o tre porte rototraslanti.

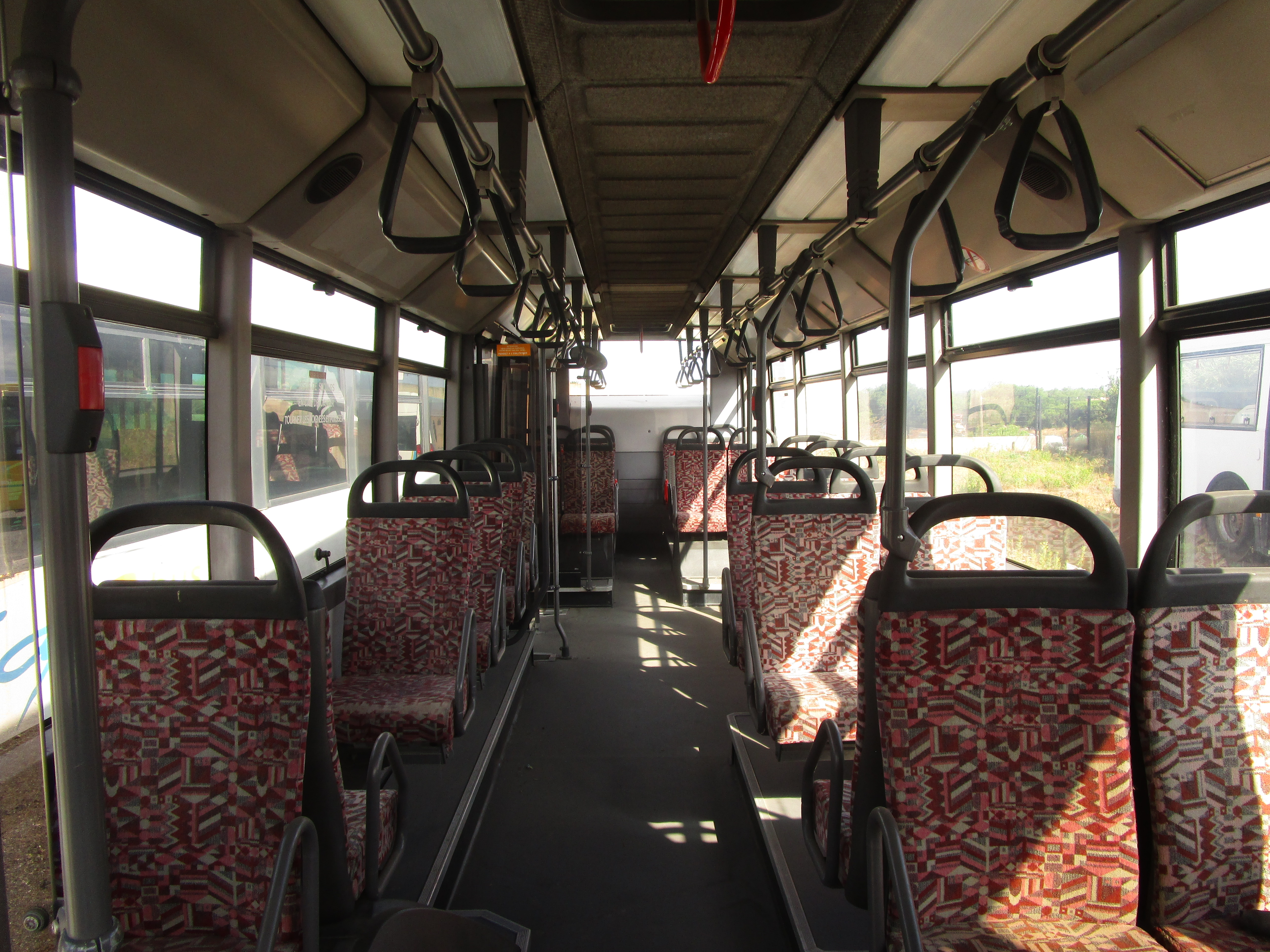
Interni di un R312 a due porte

### Caratteristiche[2]
- Lunghezza: 11,9 metri
- Allestimento: Urbano
- Alimentazione: Gasolio (Euro 0-1-2)
- Posti: fino a 115

## Diffusione
L'R312 ha avuto una grandissima diffusione in Francia, venendo realizzato in oltre 4.000 esemplari per circa 10 anni; un grandissimo quantitativo di queste vetture ha circolato nella capitale Parigi fino al 2010, quando è stato definitivamente sostituito dal moderno Irisbus Citelis.
In Italia la versione originale, anche a causa degli stretti vincoli di finanziabilità Federtrasporti (ai quali non rispondeva), non venne mai importata da nuova; alcune vetture sono state acquistate di seconda mano da aziende minori, tra cui Bersezio&Meineri di Cuneo. Nei primi anni '90, tuttavia, la De Simon di Osoppo utilizzò il telaio R312 per la realizzazione di alcuni esemplari del modello Starbus UL 55, che hanno circolato a Verona, Como e Brescia.